# 마이크 어윈
마이크 어윈(Mike Erwin, 1978년 8월 31일 ~ )은 미국의 배우, 성우이다.
돌턴에서 태어났다.

## 출연 작품
- 라틴 드래곤 (2004년)
- 블루 힐 에버뉴 (2001년)
- 스톤 데드 (1994년)
- 사무라이 카우보이 (1993년)
- 위험한 본능 (1993년)
- 어둠의 전사 (1991, Night of the Warrior)